# Б'юкенен (Північна Дакота)
Б'юкенен (англ. Buchanan) — місто (англ. city) в США, в окрузі Статсмен штату Північна Дакота. Населення — 87 осіб (2020).

## Географія
Б'юкенен розташований за координатами 47°3′45″ пн. ш. 98°49′45″ зх. д. / 47.06250° пн. ш. 98.82917° зх. д. (47.062603, -98.829102).  За даними Бюро перепису населення США в 2010 році місто мало площу 0,21 км², уся площа — суходіл. В 2017 році площа становила 0,20 км², уся площа — суходіл.

## Демографія
Згідно з переписом 2010 року, у місті мешкало 90 осіб у 32 домогосподарствах у складі 24 родин. Густота населення становила 429 осіб/км².  Було 34 помешкання (162/км²).
Расовий склад населення:
| - 100,0 % — білих |

До двох чи більше рас належало 0,0 %. Частка іспаномовних становила 0,0 % від усіх жителів.
За віковим діапазоном населення розподілялося таким чином: 32,2 % — особи молодші 18 років, 62,2 % — особи у віці 18—64 років, 5,6 % — особи у віці 65 років та старші. Медіана віку мешканця становила 31,3 року. На 100 осіб жіночої статі у місті припадало 119,5 чоловіків;  на 100 жінок у віці від 18 років та старших — 103,3 чоловіків також старших 18 років.
Середній дохід на одне домашнє господарство  становив 93 605 доларів США (медіана — 91 458), а середній дохід на одну сім'ю — 100 731 долар (медіана — 92 083). Медіана доходів становила 49 219 доларів для чоловіків та 43 393 долари для жінок. 
Цивільне працевлаштоване населення становило 36 осіб. Основні галузі зайнятості: науковці, спеціалісти, менеджери — 25,0 %, виробництво — 25,0 %, оптова торгівля — 16,7 %, освіта, охорона здоров'я та соціальна допомога — 11,1 %.